# Eutrichota anorufa
Eutrichota anorufa este o specie de muște din genul Eutrichota, familia Anthomyiidae. A fost descrisă pentru prima dată de Stein în anul 1920. Conform Catalogue of Life specia Eutrichota anorufa nu are subspecii cunoscute.